# Ковчиці
Ковчиці (словен. Kovčice) — поселення в общині Хрпелє-Козіна, Регіон Обално-крашка, Словенія. Висота над рівнем моря: 676,7 м.